# District de Rimavská Sobota
Le district de Rimavská Sobota est un des 79 districts de Slovaquie. Il est situé dans la région de Banská Bystrica.

## Démographie

### Évolution de la population
| Année:               | 1994.  | 2004.   | 2014.   | 2024.   |
| -------------------- | ------ | ------- | ------- | ------- |
| Nombre de personnes: | 82 144 | 82 773  | 84 752  | 79 455  |
| Différence:          |        | +0,76 % | +2,39 % | -6,25 % |

| Année:               | 2023.  | 2024.   |
| -------------------- | ------ | ------- |
| Nombre de personnes: | 79 655 | 79 455  |
| Différence:          |        | -0,25 % |

## Liste des communes

### Ville
- Rimavská Sobota
- Hnúšťa
- Tisovec

### Villages[2]
Abovce, Babinec, Barca, Belín, Blhovce, Bottovo, Budikovany, Bátka, Cakov, Čerenčany, Čierny Potok, Číž, Dolné Zahorany, Dražice, Drienčany, Drňa, Dubno, Dubovec, Dulovo, Figa, Gemerské Dechtáre, Gemerské Michalovce, Gemerský Jablonec, Gemerček, Gortva, Hajnáčka, Hodejov, Hodejovec, Horné Zahorany, Hostice, Hostišovce, Hrachovo, Hrušovo, Hubovo, Husiná, Chanava, Chrámec, Ivanice, Janice, Jesenské, Jestice, Kaloša, Kesovce, Klenovec, Kociha, Konrádovce, Kraskovo, Krokava, Kružno, Kráľ, Kyjatice, Lehota nad Rimavicou, Lenartovce, Lenka, Lipovec, Lukovištia, Martinová, Neporadza, Nižný Skálnik, Nová Bašta, Orávka, Ožďany, Padarovce, Pavlovce, Petrovce, Poproč, Potok, Radnovce, Rakytník, Ratkovská Lehota, Ratkovská Suchá, Riečka, Rimavská Baňa, Rimavská Seč, Rimavské Brezovo, Rimavské Janovce, Rimavské Zalužany, Rovné, Rumince, Slizké, Stará Bašta, Stránska, Studená, Sútor, Šimonovce, Širkovce, Španie Pole, Štrkovec, Tachty, Teplý Vrch, Tomášovce, Uzovská Panica, Valice, Veľké Teriakovce, Veľký Blh, Večelkov, Vieska nad Blhom, Vlkyňa, Vyšné Valice, Vyšný Skálnik, Včelince, Zacharovce, Zádor, Žíp